# Aleksandra Janik
Aleksandra Janik (ur. 1971 w Katowicach) – artystka plastyczka, wykładowca akademicki. Zajmuje się grafiką, książką artystyczną, fotografią, projektowaniem graficznym.

## Życiorys
Ukończyła studia na Wydziale Grafiki Akademii Sztuk Pięknych we Wrocławiu w pracowni prof. Haliny Pawlikowskiej (dyplom 1996). Stypendystka DAAD Hochschule für Bildende Künste, Braunschweig, Niemcy w latach 1996–1997. Od 1998 pracownik naukowy Instytutu Sztuki Uniwersytetu Opolskiego. Obecnie prof. nadzw. Akademii Sztuk Pięknych we Wrocławiu (Pracownia druku cyfrowego i promocji grafiki). Członkini ZPAP Opole, Nyska Grupa Artystyczna.

## Wybrane wystawy
Od 1995 brała udział w wielu wystawach zbiorowych i indywidualnych:
- w kraju: Kraków, Łódź, Wrocław, Warszawa, Gdańsk, Opole
- za granicą: Ostrawa (Czechy), Tallinn (Estonia); Buenos Aires (Argentyna); Ateny (Grecja); Barcelona (Hiszpania); Amsterdam, Haga, Rotterdam, Soest, (Holandia);Arras, Auxerre (Francja); Reykjavik (Islandia); Kanagawa, Mino, Nagano, Sapporo (Japonia); Berlin, Braunschweig, Frankfurt, Frechen, Hildesheim, Mainz, Poczdam, Wiesbaden (Niemcy); Hualian (Tajwan); Nowy Jork, San Francisco (USA); Szekesfehervar (Węgry); Verona (Włochy); Stockholm (Szwecja)

## Wybrane nagrody i wyróżnienia
- 1998 – The 4th Sapporo International Print Biennale, Japonia
- 2003 – Nagroda Prezydenta Miasta Opola w dziedzinie Kultury, Stypendium Fundacji św. Wojciecha-Hendrika Fotha na realizację projektu badawczego „Współczesna sztuka książki”
- 2006 – Nominacja do Nagrody Grid'06, The Sed International Photo Biennale, WTC Amsterdam, Holandia; Grand Prix, Salon Jesienny'06, Galeria Sztuki Współczesnej ,Opole
- 2007 – Nagroda jury, The 14th Tallinn Print Triennial, Estonia
- 2008 – Nagroda jury, The 15th German International Exhibition of Grafik Art, Frechen, Niemcy
- 2010 – Wyróżnienie honorowe, The International Photography Awards, Los Angeles, USA